# Nebeligeranță
Nebeligeranța este actul unei țări de a nu lua parte la o agresiune. Nebeligerant poate fi, de asemenea, o persoană care nu este implicată într-o agresiune sau luptă, mai ales într-o situație în care agresiunile sunt foarte probabile. Astfel, într-o situație de tulburare civilă, civilii pot fi împărțiți în beligeranți (cei care se bat sau intenționează să o facă) și nebeligeranți (cei care privesc fără a se implica).
Termenul este cel mai adesea folosit pentru a descrie o țară care nu participă la un război. O țară nebeligerantă este diferită de o țară neutră prin faptul că o țară nebeligerantă poate să susțină una dintre părțile participante la un război, dar fără să intervină cu adevărat în luptă. Un exemplu clasic este cel al Statelor Unite în cel de-al Doilea Război Mondial înaintea atacului japonez asupra Pearl Harbor. În contractul de împrumut din 1941, Statele Unite promiteau Marii Britanii "întreaga asistență tehnică posibilă", citat de Winston Churchill, dar Statele Unite au rămas o țară nebeligerantă a războiului, până la finalul anului respectiv. Acest lucru descrie, de asemenea, atitudinea Suediei în timpul atacului sovietic asupra Finlandei în 1939, pe perioada așa-numitului „Război de Iarnă”. Un exemplu mult mai recent este poziția Olandei în timpul invaziei din Irak în 2003. Acestă atitudine a fost descrisă de către politicieni drept un suport politic, iar nu militar.